# Scheisse
"Scheisse", tyska: skit, är det svenska punkbandet Ebba Gröns sista singel. Den släpptes i november 1981, och placerade sig som högst på tredje plats på försäljningslistan för singlar i Sverige. Låten "Scheisse" är med i filmen Operation Leo. B-sidan är en svensk version av reggaelåten "Fade Away" som sjöngs av Junior Byles.

## Låtlista
1. "Scheisse"
2. "Tyna bort"

## Listplaceringar
| Lista (1981–1982)    | Topplacering |
| -------------------- | ------------ |
| Svenska singellistan | 3            |